# Ville fictive

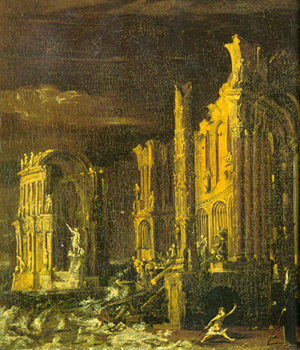
Une représentation de la ville mythique d'Atlantis par Monsù Desiderio.

Une ville fictive est une bourgade, une ville ou un village imaginés pour des histoires fictives. Elle n'existe donc pas dans la vie réelle, ou que les gens croient exister sans preuve définitive[pas clair], comme le récit de Platon sur l'Atlantide. 
Les cultures ont toujours eu des légendes et des histoires de villes fictives, et apparaissent fréquemment dans les histoires de la mythologie ancienne. Certaines de ces villes sont perdues (Atlantis), cachées (Agartha, Shambhala), détruites (Ys) ou ne sont accessibles que par des moyens difficiles (pré de l’Asphodèle, Asphodel Meadows). 
Du milieu à la fin du XVIe siècle, plusieurs expéditions sont effectuées par divers groupes de personnes afin de localiser ce qu'elles croyaient être une ville riche en or, El Dorado, en Amérique du sud. En 1541, Gonzalo Pizarro, gouverneur de Quito en Équateur, réuni 340 soldats et environ 4 000 autochtones et les conduit à la recherche de la ville légendaire. La même année, Philipp von Hutten dirige une exploration depuis Coro sur la côte du Venezuela. Bien que son existence ait été réfutée par Alexander von Humboldt lors de son expédition en Amérique latine (1799-1804), il y a encore des gens qui croient qu'El Dorado doit toujours être découverte. 
D'autres villes fictives apparaissent comme des décors ou des sujets dans la littérature, les films et les jeux vidéo. La plupart des bandes dessinées de super-héros et d'agents secrets et certains thrillers utilisent des villes fictives comme toile de fond, bien que la plupart de ces villes n'existent que pour une seule histoire, un épisode ou un numéro d'une bande dessinée. Il existe des exceptions notables, telles que Metropolis et Smallville dans Superman, Gotham City dans Batman, Castle Rock de Stephen King, Arkham de H. P. Lovecraft et Emerald City qui apparait dans romans sur le pays d'Oz de L. Frank Baum et apparaissent dans plusieurs adaptations de films de long métrage et d'animation.

## Objectifs
Les villes fictives ressemblent souvent délibérément, parodient ou représentent même un lieu analogue du monde réel ou présentent un lieu utopique ou dystopique pour commentaire. Des variantes de noms de villes indiquent parfois clairement quelle ville est la base réelle, par exemple, Las Venturas de la série de jeux vidéo Grand Theft Auto basée sur Las Vegas, et comprend un certain nombre de monuments notables de la ville, y compris les casinos. En utilisant des villes fictives, par opposition à une ville réelle, les auteurs ont une plus grande liberté d'exercer leur créativité sur les personnages, les événements et les décors tout en présentant simultanément un lieu quelque peu familier que les lecteurs peuvent reconnaître. Une ville fictive laisse l'auteur libre des contraintes de l'histoire, de la politique et de la culture réelles d'une ville et peut permettre une plus grande portée dans la construction de parcelles et éviter également de diffamer tout groupe réel de personnes. Les croisements fictifs (crossover) ont tendance à fonctionner ainsi, certaines œuvres de fiction se dérouleront dans une ville fictive à une autre. Dans les fanfictions, les villes fictives créées par des fans ne sont pas considérées comme canoniques, sauf si elles sont autorisées. Bien que les villes basées sur la vie réelle aient généralement suffisamment de preuves pour localiser l'inspiration du monde réel, les écrivains sont parfois délibérément ambigus dans les paramètres régionaux tels que le Springfield non localisable du programme de télévision The Simpsons.

## Exemples notables
Ce sont des villes de divers ouvrages de fiction, de légende et d'autres récits qui sont de bons exemples de villes de fiction notables. 
| Nom                            | Origine                                 | Remarques |
| ------------------------------ | --------------------------------------- | --- |
| Gotham City                    | Batman # 4 (hiver 1940)                 | Une ville américaine fictive qui abrite Batman et le cadre principal de toutes les bandes dessinées, films et autres adaptations de Batman. Généralement décrit comme un lieu sombre et criminel, l'écrivain / artiste Frank Miller a décrit Gotham City comme New York City la nuit. Il était à l'origine fortement inspiré par l'histoire, l'emplacement, l'atmosphère et divers styles architecturaux de Toronto, en Ontario (Canada), et a depuis incorporé des éléments de New York, Détroit, Pittsburgh, Londres et Chicago. Les conceptions d'Anton Furst de Gotham pour le Batman (1989) de Tim Burton ont eu une influence sur les représentations suivantes : il entreprit de « faire de Gotham City la plus laide et plus noire métropole qu'on puisse imaginer ». |
| Emerald city (Cité d'Émeraude) | Le Magicien d'Oz                        | Emerald City est la capitale fictive du pays d'Oz d’après les livres d'Oz de Lyman Frank Baum, décrits pour la première fois dans The Wonderful Wizard of Oz. La ville est parfois appelée la Cité d'Émeraude en raison de son architecture largement verte. |
| Sunnydale, Californie          | Buffy contre les vampires               | Sunnydale, en Californie, est le cadre fictif du drame télévisé américain Buffy contre les vampires. Le créateur de la série, Joss Whedon, a conçu la ville comme une représentation d'une ville générique de Californie, ainsi qu'une parodie narrative des villes trop sereines typiques des films d'horreur traditionnels. Sunnydale est situé sur une "Hellmouth" ; un portail "entre cette réalité et la suivante", et point de convergence des énergies mystiques. |
| Springfield                    | Les Simpson                             | Springfield est la ville fictive dans laquelle la sitcom animée américaine The Simpsons se déroule. Ville de taille moyenne dans un État indéterminé des États-Unis, Springfield agit comme un univers complet dans lequel les personnages peuvent explorer les problèmes rencontrés par la société moderne. La géographie de la ville et de ses environs est flexible, changeant pour répondre à ce que l'intrigue d'un épisode demande. L'emplacement de Springfield est impossible à déterminer ; le spectacle est délibérément évasif sur le sujet, fournissant des indices contradictoires et des informations impossibles sur une situation géographique réelle. |
| Castle Rock                    | Stephen King                            | Castle Rock, Maine fait partie de la topographie fictive de Stephen King dans le Maine et sert de cadre à un certain nombre de ses romans, romans et nouvelles. Cette ville est construite de manière similaire aux villes fictives de Jerusalem's Lot (présenté dans le roman Salem) et Derry (présenté dans les romans Ça, Insomnie et Dreamcatcher). Castle Rock est une petite ville typique de la Nouvelle-Angleterre, avec de nombreux secrets sombres. |
| Walmington-on-Sea              | Dad's Army                              | Walmington-on-Sea est une station balnéaire fictive qui est le cadre de l'armée de papa, y compris la sitcom BBC Television, la série BBC Radio 4 et deux longs métrages. Walmington se trouve sur la côte sud de l'Angleterre qui, à la suite de l'évacuation du Corps expéditionnaire britannique de Dunkerque pendant la Seconde Guerre mondiale, s'est retrouvée en première ligne contre Hitler. |
| Village Cocorico               | The Legend of Zelda: A Link to the Past | Le Village Cocorico (カカリコ村, Kakariko-mura) est un village fictif de la série The Legend of Zelda qui apparaît dans A Link to the Past, Ocarina of Time, Four Swords Adventures, Twilight Princess, A Link Between Worlds et Breath of the Wild. Kakariko est souvent décrite comme une petite ville prospère. |